# Андрей Разінгер
Андрей Разінгер (словен. Andrej Razinger; народився 8 травня 1967 у м. Єсениці, Югославія) — словенський хокеїст, правий нападник. Член Зали слави словенського хокею (2007).
Вихованець хокейної школи ХК «Єсеніце». Виступав за ХК «Кранська Гора», ХК «Єсеніце».
У складі національної збірної Югославії учасник чемпіонатів світу 1990 (група C) і 1991 (група B). У складі національної збірної Словенії учасник чемпіонатів світу 1993 (група C), 1994 (група C), 1995 (група C), 1996 (група C) і 1997 (група C).
Чемпіон Словенії (1992, 1993, 1994). 